# Schlacht von La Roche-Derrien
Die Schlacht von La Roche-Derrien fand in der Nacht vom 19. auf den 20. Juni 1347 bei La Roche-Derrien in der Bretagne zwischen englischen und französischen Truppen statt. Die Schlacht war Teil des Hundertjährigen Krieges und des Bretonischen Erbfolgekrieges.

## Vorgeschichte
Das französische Heer unter Herzog Karl von Blois, bestehend aus etwa 4000 bis 5000 französischen, bretonischen und genuesischen Söldnern (das größte Heer, das jemals von ihm aufgestellt wurde) belagerte die bretonische Stadt La Roche-Derrien in der Hoffnung, Sir Thomas Dagworth, den Kommandanten des einzigen englischen stehenden Heeres in der Bretagne, zu ködern. Karl von Blois, in dem Bemühen, die verhassten englischen Langbogenschützen von Dagworth zu besiegen, gab den Befehl zur Errichtung von vier Feldlagern an den vier Stadttoren rund um die Stadt. Palisaden wurden errichtet, um seine Männer zu schützen und die direkte Sicht auf die Truppen zu blockieren. Karl nahm an, dass die anrückenden Langbogenschützen nicht töten könnten, was sie nicht sahen. Karl gab seinen Soldaten und Söldnern deshalb den strikten Befehl, in ihren Feldlagern zu bleiben, um keine leichten Ziele für die gefürchteten Langbogenschützen abzugeben. Thomas Dagworth erreichte mit seinem Entsatzheer schließlich die Stadt, und es kam nachts in den französischen Feldlagern zur Schlacht.

## Schlachtverlauf

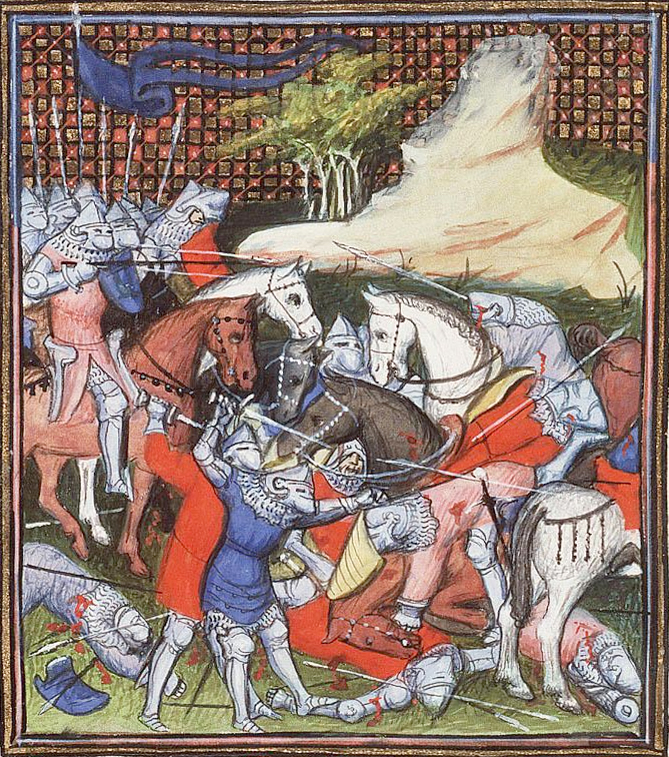
Karl von Blois wird gefangen genommen (Darstellung um 1410)

Dagworths Entsatzheer war weniger als ein Viertel des französischen Heeres groß. In Unkenntnis dieses Sachverhalts griff Dagworth als erstes das östliche Hauptlager an und ging dem verschanzten und zahlenmäßig überlegenen französischen Heer in die Falle. Dagworths Hauptstreitmacht wurde frontal und rückwärtig massiv von Armbrustschützen beschossen. Nach kurzer Zeit war Dagworth gezwungen, den Angriff abzubrechen.
Karl dachte zunächst, er hätte die Schlacht gewonnen und die Bretagne gehöre nun ihm. Dann aber gab es einen Ausfall aus der Stadt, der aus bewaffneten Bürgern mit Äxten und landwirtschaftlichen Werkzeugen und der Garnison bestand. Die Miliz und die Garnison gelangte hinter Karls Linien und griff seine Streitmacht an. Die englischen Langbogenschützen und die Waffenknechte (Men-at-arms), die den Hauptangriff überlebt hatten, vereinten sich mit der Miliz und der Garnison, um Karls Truppen in den Lagern niederzumachen. Karl musste sich ergeben und wurde gefangen genommen.

## Folgen
Karl verbrachte seine Gefangenschaft im Tower von London. Als er neun Jahre später gegen ein Lösegeld von einer halben Million Écus freikam, nahm er den Krieg gegen die Montforts, das heißt inzwischen gegen Johann V., wieder auf, fiel aber 1364 in der Schlacht von Auray, was das Ende des Krieges und den Sieg der Montforts bedeutete.
Einige Jahre nach der Schlacht (nach verschiedenen Quellen zufolge 1350, 1352 oder 1359) geriet Thomas Dagworth in einen Hinterhalt von unzufriedenen Bretonen, die der englischen Herrschaft überdrüssig waren, und wurde getötet.

## Bewertung
Karls strenger Befehl, seine Truppen während der gesamten Schlacht über in den Lagern zu lassen, war eine Fehlentscheidung, denn so gelang es den englischen Truppen, jedes Lager eines nach dem anderen mit allen Kräften erfolgreich anzugreifen.
Die Schlacht ist auch eines der Beispiele aus dem Hundertjährigen Krieg, in dem der Sieg zum großen Teil den englischen Langbogenschützen zu verdanken war, da deren Pfeile – mit panzerbrechenden Spitzen versehen – im Direktbeschuss Plattenpanzer durchdringen konnten.